# Russell Means
Russell Means (w języku lakota Oyate Wacinyapin, czyli „(Ten, który) pracuje dla ludzi” (ur. 10 listopada 1939 w Pine Ridge, zm. 22 października 2012 w Porcupine) – amerykański działacz na rzecz praw Indian, polityk i aktor.
Russell Means był północnoamerykańskim Indianinem z plemienia Siuksów Oglala. Urodził się w Greenwood, w rezerwacie Yankton w Dakocie Pd. W 1942 jego rodzina przeprowadziła się do San Francisco, gdzie jako młody człowiek miewał konflikty z prawem i uzależnienia.
Po porzuceniu nauki, w 1964 roku wziął wraz z ojcem udział w indiańskiej okupacji wyspy Alcatraz, a następnie na przełomie lat 60. i 70. XX w. zaangażował się w działalność broniącego praw tubylczych Amerykanów ruchu Red Power. Wkrótce został jednym z liderów głośnego w latach 70. Ruchu Indian Amerykańskich (AIM), organizatorem głośnych indiańskich protestów (w tym – obok Dennisa Banksa – przywódcą okupacji Wounded Knee w 1973 roku) i jednym z najbardziej znanych – obok Dennisa Banksa, Johna Trudella i Leonarda Peltiera współczesnych działaczy indiańskich w USA.
Jego kontrowersyjna sława, ambicje i zdolności zaprowadziły go z czasem do polityki i Hollywood. Występował m.in. w filmach Ostatni Mohikanin (jako Chingachgook), Urodzeni mordercy, Into the West i – w (2007) – Tropiciel (Pathfinder). Udzielił swojego głosu wodzowi Powhatanowi w disneyowskiej kreskówce Pocahontas, napisał też obszerną autobiografię Where White Men Fear to Tread (1997).
Jako skrajnie liberalny polityk, startował – bez powodzenia – m.in. w wyborach na prezydenta USA (z ramienia Partii Libertariańskiej) i kilka razy – również bez powodzenia (ostatnio w 2008) – w wyborach na przewodniczącego Rady Plemiennej Siuksów Oglala w rodzinnym rezerwacie Pine Ridge.
W lipcu 2011 zdiagnozowano u niego raka przełyku. Means odrzucił możliwość leczenia operacyjnego na rzecz innych metod intensywnej terapii, łączących możliwości medycyny współczesnej i tradycyjnej. We wrześniu 2011 poinformował, że guz „znacząco zmalał”, a on sam odzyskał głos i możliwość przełykania.
22 października 2012 przegrał walkę z rakiem, który objął ostatecznie język, węzły chłonne i płuca. Zmarł w swoim ranczo w Porcupine.